# 克劳斯·盖尔盖伊
克劳斯·盖尔盖伊（匈牙利語：Krausz Gergely，1993年12月25日—），匈牙利男子羽毛球運動員。

## 簡歷
2014年12月，克劳斯出戰土耳其羽毛球國際賽，與泰國選手Karnphop Atthaviroj合作贏得男子雙打比賽亞軍。
2017年8月，克劳斯參加蘇格蘭格拉斯哥舉行的世界羽毛球錦標賽，出戰男子單打項目。他在首圈以2-1擊敗奧地利選手威尔逊·瓦塔尼拉佩利晉級，但在第二圈就以0比2（13-21、9-21）不敵頭號種子、韓國的孫完虎出局。

## 主要比賽成績
只列出曾進入準決賽的國際賽事成績：
| 年份   | 賽事                   | 公開賽級別 | 項目     | 拍檔                | 成績   |
| ------ | ---------------------- | ---------- | -------- | ------------------- | ------ |
| 2013年 | 挪威羽毛球國際賽       | 國際系列賽 | 男子雙打 | Karnphop Atthaviroj | 準決賽 |
| 2014年 | 土耳其羽毛球國際賽     | 國際系列賽 | 男子雙打 | Karnphop Atthaviroj | 亞軍   |
| 2015年 | 土耳其羽毛球國際賽     | 國際系列賽 | 男子雙打 | 图万那格森·沙玛差   | 冠軍   |
| 2016年 | 愛沙尼亞羽毛球國際賽   | 國際系列賽 | 男子雙打 | 图万那格森·沙玛差   | 準決賽 |
| 2016年 | 斯洛文尼亞羽毛球國際賽 | 國際系列賽 | 男子雙打 | 图万那格森·沙玛差   | 準決賽 |
| 2016年 | 挪威羽毛球國際賽       | 國際系列賽 | 男子單打 | －                  | 準決賽 |
| 2016年 | 土耳其羽毛球國際賽     | 國際系列賽 | 男子單打 | －                  | 亞軍   |
| 2017年 | 葡萄牙羽毛球國際賽     | 國際系列賽 | 男子單打 | －                  | 準決賽 |
| 2017年 | 埃及羽毛球國際賽       | 國際系列賽 | 男子單打 | －                  | 準決賽 |
| 2017年 | 匈牙利羽毛球國際賽     | 國際系列賽 | 男子雙打 | 图万那格森·沙玛差   | 準決賽 |
| 2018年 | 埃及羽毛球國際賽       | 國際系列賽 | 男子單打 | －                  | 亞軍   |
| 2018年 | 杜拜羽毛球國際挑戰賽   | 國際挑戰賽 | 男子單打 | －                  | 準決賽 |
| 2019年 | 牙買加羽毛球國際賽     | 國際系列賽 | 男子單打 | －                  | 準決賽 |
| 2019年 | 希臘羽毛球公開賽       | 國際系列賽 | 男子單打 | －                  | 準決賽 |
| 2020年 | 烏干達羽毛球國際賽     | 國際系列賽 | 男子單打 | －                  | 冠軍   |
| 2021年 | 秘魯羽毛球國際賽       | 國際系列賽 | 男子單打 | －                  | 準決賽 |

| 2007-2017年 | 首要超級賽 | 超級賽 | 黃金大獎賽 | 大獎賽 | 國際挑戰賽 | 國際系列賽 | 未來系列賽 | 其他 |

| 2018-2026年 | 總決賽 | 超級1000賽 | 超級750賽 | 超級500賽 | 超級300賽 | 超級100賽 | 國際挑戰賽 | 國際系列賽 | 未來系列賽 | 其他 |

### 奧運會和世錦賽參賽紀錄
|          | 2017 | 2018 | 2019 | 2020       |
| -------- | ---- | ---- | ---- | ---------- |
| 男子單打 | 32強 | 64強 | 64強 | 小組第三名 |